# Aeroportul Regional South Jersey
Aeroportul Regional South Jersey (IATA: LLY, ICAO: KVAY, FAA LID: VAY) este un aeroport din New Jersey, Statele Unite ale Americii ce deservește zona Mount Holly Township⁠(d).
Situat la o altitudine de 16 m, aeroportul dispune de 1 pistă.

## Infrastructură

### Piste
Aeroportul dispune de o singură pistă. Pista 08/26 are suprafața de asfalt și dimensiunile 3.881 picioare × 50 picioare. 